# Neopateoris
Neopateoris es un género de foraminífero bentónico de la subfamilia Miliolinellinae, de la familia Hauerinidae, de la superfamilia Milioloidea, del suborden Miliolina y del orden Miliolida. Su especie tipo es Neopateoris cumanaensis. Su rango cronoestratigráfico abarca el Holoceno.

## Clasificación
Neopateoris incluye a la siguiente especie:
- Neopateoris cumanaensis